# Karin Albihn
Karin Albihn, senast folkbokförd Wetterström, född 6 oktober 1912 i S:t Matteus församling i Stockholm, död 4 september 1974 i Märsta, var en svensk skådespelare.

## Biografi
Karin Albihn gick Dramatens elevskola 1931–1933. Hon deltog i en "Look a like"-tävling 1931 där det gällde att likna Greta Garbo och kom då på andra plats. Hon var engagerad vid Blancheteatern, Vasateatern och Skansens friluftsteater i Stockholm. År 1931 filmdebuterade hon.
Karin Albihn var dotter till civilingenjör Harry Fredrik Albihn och Margot Ingeborg Amalia, ogift Beckeman. Karin Albihn var från 1932 gift med direktören Walter Dassel (1905–1957) och från 1947 till sin död med Carl Gustaf Reinhold Wetterström (1909–1979).
Hon är begravd på Sigtuna kyrkogård.

## Filmografi
- 1931 – Fröken, Ni liknar Greta Garbo!
- 1933 – Pettersson & Bendel
- 1934 – Falska Greta
- 1935 – Fredlös
- 1936 – Janssons frestelse
- 1936 – Bröllopsresan
- 1936 – Samvetsömma Adolf
- 1936 – Min svärmor - dansösen
- 1937 – Familjen Andersson
- 1937 – Bleka greven
- 1938 – Bara en trumpetare
- 1938 – Milly, Maria och jag
- 1938 – Styrman Karlssons flammor
- 1938 – Svensson ordnar allt!
- 1940 – Med dej i mina armar
- 1952 – Adolf i toppform

## Teater

### Roller (ej komplett)
| År   | Roll           | Produktion                                | Regi               | Teater               |
| ---- | -------------- | ----------------------------------------- | ------------------ | -------------------- |
| 1935 | Sheila Avenell | Familjen Cantrell Louis de Geer           | Ester Roeck-Hansen | Blancheteatern       |
| 1938 | Mary Wolton    | De 2 Thompson Serck Rogers                | Martha Lundholm    | Vasateatern          |
| 1953 | Lady Macbeth   | Macbeth William Shakespeare               | Arne Forsberg      | Teatern i Gamla stan |
| 1961 |                | Så tuktas en argbigga William Shakespeare | Sandro Malmquist   | Riksteatern          |

### Fotnoter
1. 1 2  Sveriges Dödbok 1901–2009, DVD-ROM, Version 5.00, Sveriges Släktforskarförbund (2010).
2. ↑  ”Karin Albihn”. Svensk Filmdatabas. http://www.sfi.se/sv/svensk-filmdatabas/Item/?type=PERSON&itemid=59829&ref=%2ftemplates%2fSwedishFilmSearchResult.aspx%3fid%3d1225%26epslanguage%3dsv%26searchword%3dKarin+Albihn%26type%3dPerson%26match%3dBegin%26page%3d1%26prom%3dFalse. Läst 19 september 2012.
3. 1 2  Karin Albihn på Svensk musik, film och revyer 1900 – 1960 c:a. Åtkomst 9 maj 2013.
4. ↑  Rotemannen, CD-ROM, Sveriges Släktforskarförbund/Stockholms Stadsarkiv (2012).
5. ↑  Begravda i Sverige, CD-ROM, Version 1.00, Sveriges Släktforskarförbund.
6. ↑  Karin Wetterström på Gravar.se
7. ↑  ”Familjen Cantrell”. Musikverket. http://calmview.musikverk.se/CalmView/Record.aspx?src=CalmView.Performance&id=PERF22088&pos=84. Läst 11 april 2016.
8. ↑  Teateralmanack 1938 i Svenska Dagbladets Årsbok – händelserna 1938 (1939) s. 185
9. ↑  ”De 2 Thompson”. Musikverket. http://calmview.musikverk.se/CalmView/Record.aspx?src=CalmView.Performance&id=PERF14228&pos=2. Läst 5 juli 2015.
10. ↑  ”Svensk Argbigga i Norge”. Dagens Nyheter:  s. 13. 13 januari 1961. https://arkivet.dn.se/tidning/1961-01-13/11/13. Läst 10 juni 2018.